# Bundesautobahn 253
Bundesautobahn 253 (em português: Auto-estrada Federal 253) ou A 253, é uma auto-estrada na Alemanha.
A Bundesautobahn 253 tem 4 km de comprimento.

## Estados
Estados percorridos por esta auto-estrada:
- Faltaestado